# كريشنزمس تورجن هورس
كريشنزمس تورجن هورس: إسفين التصميم الذكي  هو كتاب صدر عام 2004 من تأليف باربرا فورست وبول ر. جروس حول أصول التصميم الذكي وتحديدًا مركز معهد ديسكفري لتجديد العلوم والثقافة وإستراتيجيته. ينتقد المؤلفون بشدة ما يشيرون إليه بنظرية خلق التصميم الذكي  ويوثقون الأصول المسيحية الأصولية لحركة التصميم الذكي وتمويلها.
نشأ الكتاب من مقالة بعنوان الوتد في العمل: الإسفين في العمل: كيف تشق نظرية خلق التصميم الذكي طريقها إلى التيار الثقافي والأكاديمي السائد  والتي كتبها فورست لكتاب نظرية خلق التصميم الذكي ونقادها  (2001) حرره روبرت ت. بينوك. نُشر من قبل مطبعة جامعة أكسفورد ويحتوي على مقدمة كتبها ستيفن واينبرغ.

## التعليقات
وصف مايكل كافانو رئيس معهد الدين في عصر العلم الكتاب بأنه مُخيف قائلاً إنه يتيح للمرء أن يرى كيف يمكن للفكر الديني الشمولي أن يبدأ في السيطرة حتى على مجتمع حر متعدد الثقافات. اختاره كارل جيبرسون رئيس تحرير أخبار العلوم واللاهوت التابعة لمؤسسة تمبلتون ليكون اختيار المحرر لشهر يوليو ووصفه بأنه تحليل رائع. قام ألان إتش هارفي بمراجعة كتاب وجهات نظر حول العلم والإيمان المسيحي وهي مجلة تابعة للانتساب العلمي الأمريكي وانتقد فهم المؤلفين للاهوت المسيحي، لكنه كتب أن "شموليته تجعل الكتاب يستحق القراءة لأولئك الذين يهتمون بتأثير الحركة على الرأي العام وتعليم العلوم." 
كانت هناك أيضًا مراجعات إيجابية في الأدبيات العلمية، بقلم ستيف أولسون في مجلة ساينس وبقلم رودولف أ. راف في التطور والتطوير  وبقلم باري باليفيتز في العلوم الحيوية  ولورانس س. ليرنر في الفيزياء والمجتمع. 
قام كريس موني بمراجعة الكتاب لعموده في لجنة التحقق من الشك واستخدمه لمقارنة نظرية خلق الهوية مع نظرية خلق الأرض الفتية.  وصف عالم الأحياء بروس جرانت المؤلفين بأنهم أبطال، قائلاً إن عملهم كان المقدمة الأكثر شمولاً لهذا العدو [التصميم الذكي للخلق]. 
حصل الكتاب أيضًا على موافقات من ريتشارد دوكينز وإيو ويلسون وأورسولا جوديناف وماسيمو بيجليوتشي ويوجيني سي سكوتوستيفن بينكر.

## الرد من معهد ديسكفري
كان الموضوع الرئيسي للكتاب معهد دسكفري ينتقد بشدة كريشنزمس تورجن هورس. كتب جوناثان ويت من معهد ديسكفري نقدًا في مجلة اللاهوت فلسفة كريستي التي نشرتها الجمعية الفلسفية الإنجيلية وقال إن هناك تفسيرًا خاطئًا وأنه في كل صفحة من الكتاب هناك نغمة من جنون العظمة. 
كما نشر ويت وجون جي ويست من معهد ديسكفري مقالًا في عدد نوفمبر 2004 من مجلة أخبار العلوم واللاهوت بعنوان كشف خيوط الشك الدارويني.  وبعد ذلك بشهر كتب فورست وغروس في مجلة أخبار العلوم واللاهوت ردًا من ويت وويست. ساهم إيان موسغريف برسالة إلى المحرر في عدد فبراير 2005 ردًا على رد ويست وويت.

## بحث عن كيتزميلر ضد دوفر
أدى البحث الذي أجرته فورست على وجه الخصوص إلى ظهورها كشاهدة خبيرة للمدعين في قضية التصميم الذكي كيتزميلر ضد مدرسة منطقة دوفر،   حيث حُكم على التصميم الذكي بأنه خلق ديني وليس علمًا ولذلك لم يكن من الممكن تدريسها كعلم في الفصول الدراسية بالمدارس العامة في دوفر بولاية بنسلفانيا، بسبب البند التأسيسي في دستور الولايات المتحدة. 
أثناء المُحاكمة، كُشف عن مسودة ما قبل النشر للكتاب المدرسي الذي كان محور الجدل حول كتاب الباندا والناس، والتي كشفت عن أصوله الخلقية وكيف تغير من استخدام المصطلحات الخلقية إلى استخدام مصطلحات التصميم الذكي نتيجة لقرارالمحكمة العليا الأمريكية في قضية إدواردز ضد أغويلارد. وكان ذلك حزءءًا مهمًا من شهادة فورست.
قبل أيام قليلة من شهادة فورست، نشر معهد ديسكفري تاريخًا موجزًا للنظرية العلمية للتصميم الذكي بقلم جوناثان ويت، والذي حاول فيه التقليل من أهمية قضية إدواردز ضد أغويلارد، مدعيًا بدلاً من ذلك أن أصل التصميم الذكي أقدم بكثير. 

## الطبعات
- الغلاف الصلب: 416 صفحة، الناشر: مطبعة جامعة أكسفورد، الولايات المتحدة (2004)(ردمك 978-0-19-515742-0)
- غلاف ورقي: 416 صفحة، الناشر: مطبعة جامعة أكسفورد، الولايات المتحدة (2007)(ردمك 978-0-19-531973-6)

## الروابط الخارجية
- موقع الكتاب ، كما تم استرجاعه بواسطة Wayback Machine في 4 يناير 2015.
- وصف كتاب فورست وجروس
- مطبعة جامعة أكسفورد